# Santuario di Santa Maria della Misericordia in Ponte della Pietra
Il Santuario di Santa Maria della Misericordia in Ponte della Pietra, conosciuto anche come Parrocchia di Ponte della Pietra, è una chiesa che si trova nel circondario di Perugia, all'inizio di Via Settevalli, dove la strada attraversava il torrente Genna.

## Storia e culto
Venne edificata sul luogo ove già nel XVIII secolo esisteva una piccola edicola con un affresco raffigurante la Madonna con in braccio il Bambino e l'iscrizione Mater Misericordie.
Sembra che l'immagine mariana fu vittima di oltraggi accaduti sulla fine del 1700 da mani sacrileghe. Il sacerdote don Francesco Salviati nel 1804, decise di farla restaurare e ridipingere la figura originale.
Il nome di "Ponte della Pietra" indica altresì la località medesima che è sita in prossimità di un ponte formato da una grossa pietra, al fine di consentire l'attraversamento del torrente Genna (fiume) ed edificato dal Comune di Perugia nel 1835. 
Secondo la tradizione proprio dalla costruzione di questo ponte ebbe origine la devozione e la venerazione alla Madonna della Misericordia. Alcuni operai addetti alla costruzione si abbandonavano alle più volgari bestemmie contro il Signore e la Madonna, non curandosi delle rimostranze dei fedeli e nemmeno dell'immagine lì vicino. Appena terminata la costruzione, il ponte crollò all'improvviso senza che si potesse individuarne una causa ma senza travolgere alcuno. Il fatto fu interpretato come manifestazione della misericordia verso gli operai e come segno divino. Cominciò pertanto una più accentuata devozione verso l'immagine e, nel corso degli anni successivi, cominciarono a diffondersi voci fra la popolazione di straordinari prodigi ottenuti da coloro che si recavano a pregare in quel luogo, attirando molti pellegrini anche dalla Toscana, dalle Marche, dalla Romagna e dall'Abruzzo, riempiendo le pareti di ex-voto.
L'8 febbraio del 1851 l'Arcivescovo di Perugia, Gioacchino Pecci, dopo essersi recato personalmente sul luogo, aver interrogato coloro che si ritenevano miracolati ed aver ottenuto giurata testimonianza, emanò un editto con il quale autorizzava la costruzione del piccolo santuario, affinché vi fosse custodita l'immagine della Madonna dipinta nell'edicola che fu collocata al centro dell'altare. Lo stesso arcivescovo volle benedire e porre la prima pietra domenica 24 agosto 1851 con solenne rito, mentre il 24 marzo 1857 nacque la parrocchia, con una popolazione di 212 anime suddivise in 23 famiglie, mentre il 22 ottobre 1871 il Cardinale consacrò il Santuario con una straordinaria partecipazione di popolo.

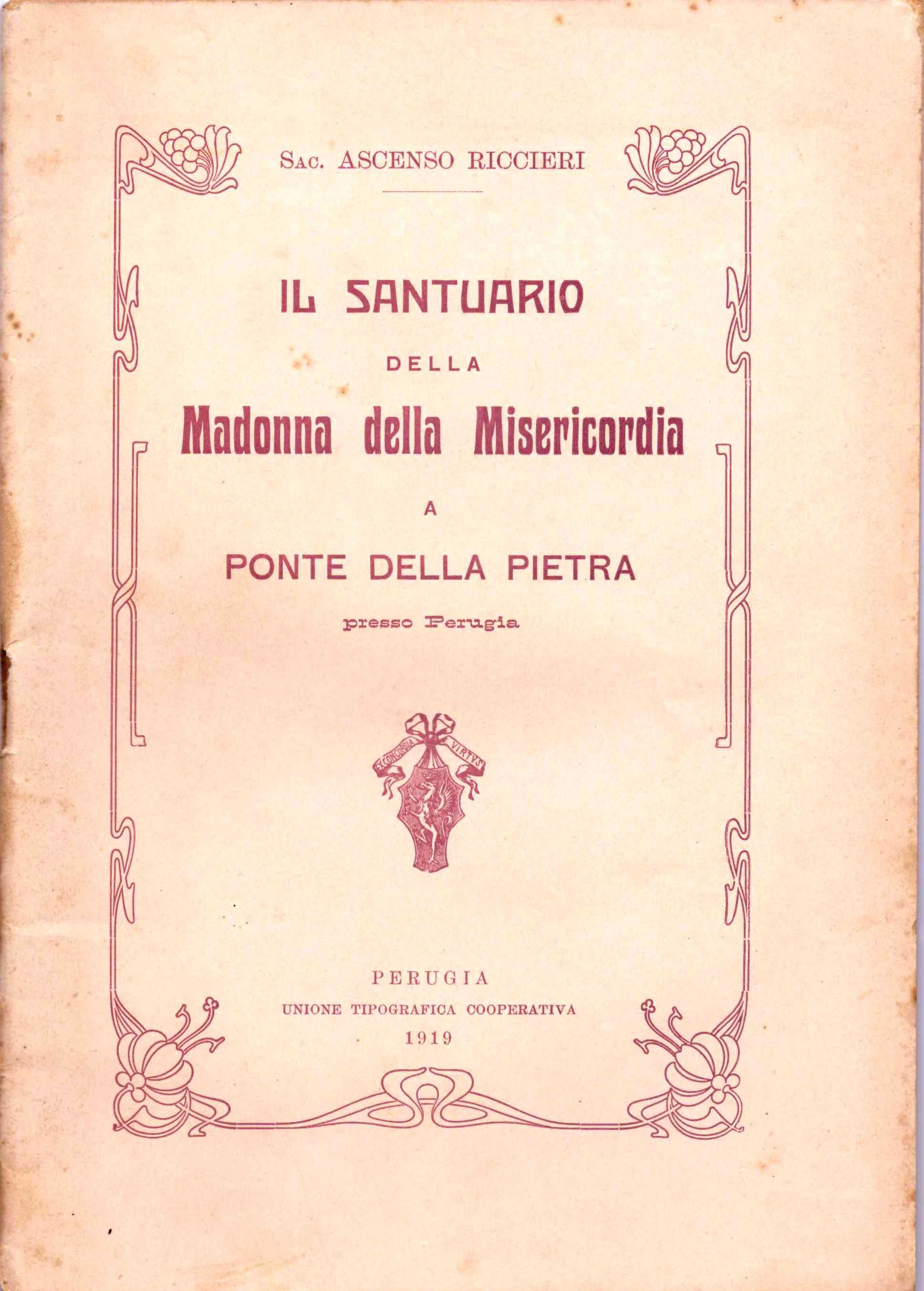
Volume sul Santuario di Ponte della Pietra, Perugia